# Vierzeitpfennig
Als Vierzeitpfennig, in alter Schreibweise auch Vier Zeit Pfennig oder Vierzeiten Pfenning, auch Viertelgeld genannt, wurde eine an die Kirche zu entrichtende Opfergabe bezeichnet, die viermal im Jahr in Form von Geld durch Erwachsene entrichtet werden musste, und zwar für jedes „Haupt“ ab dem zwölften Lebensjahr. Die im Zuge der Reformation zunächst etwa ab dem Jahr 1544 im Herzogtum Braunschweig-Wolfenbüttel, später im gesamten Kurfürstentum Braunschweig-Lüneburg an evangelische Pfarrer zu zahlende Abgabe betrug 1 Braunschweiger Pfennig.
Vor Einführung der verpflichtenden Abgabe „bedurfte [es] eindringlichen Zuredens“ von Visitatoren gegenüber den Bauern, die, ähnlich wie zuvor die in den Städten wohnenden Bürger, mit dem Vierzeitpfennig an ihren Pfarrherrn eine regelmäßige geldliche Abgabe leisten sollten. Zweck war, den „bedürftigen [...] Kirchen- und Schuldienern“ – Pastoren predigten in den Kirchen und unterrichteten Kinder in den Schulen – ein regelmäßiges Einkommen zu sichern.
In den 1740er Jahren war die Abgabe in Kurhannover auf Befehl von Georg dem Anderen, dem König Georg II. von Großbritannien und Irland, von allen Gläubigen, „so zur Beichte kommen“, vierteljährlich jeweils am „Hohen Fest“ an den jeweiligen Prediger zu zahlen. Dabei konnte das Geld entweder auf den Altar gelegt werden oder wurde „vom Hause zu Hause gesamlet.“

## Vierzeitpfennigregister
Im Stadtarchiv Hildesheim findet sich ein „Register der Goldschmiede Vierzeitpfennigen“, abgekürzt Vierzeitpfennigregister, für den Zeitraum von 1608 bis 1846. In dem unvollständigen Register fehlen Aufzeichnungen beispielsweise aus Jahren des Dreißigjährigen Krieges oder der sogenannten „Franzosenzeit“; die Jahre 1625–1628/29, 1634–1638, 1642–1652; 1777–1786 und 1807–1816.